# Vondelpark

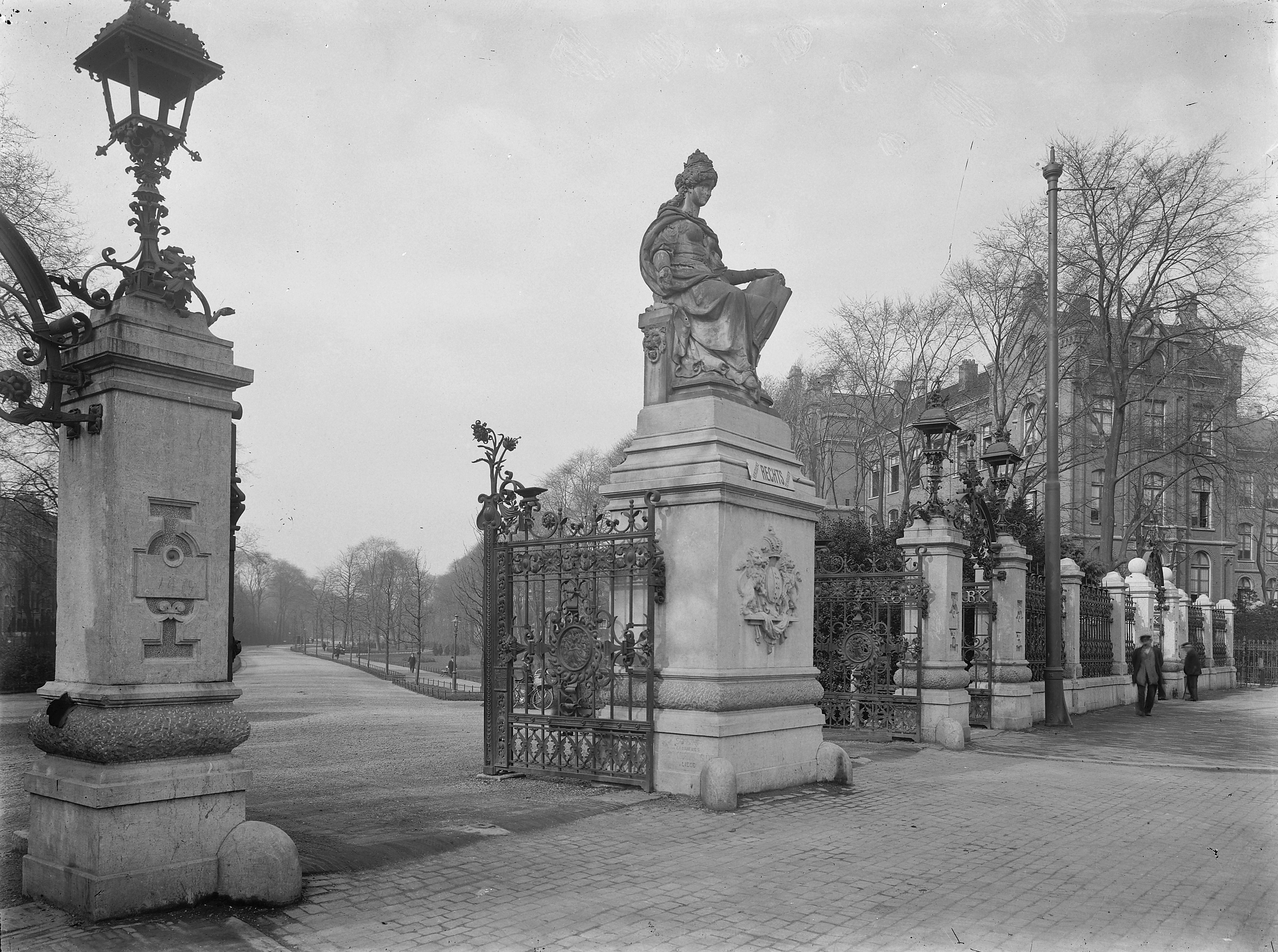
Hoofdingang aan de Stadhouderskade, met de Amsterdamse Stedemaagd, in 1914

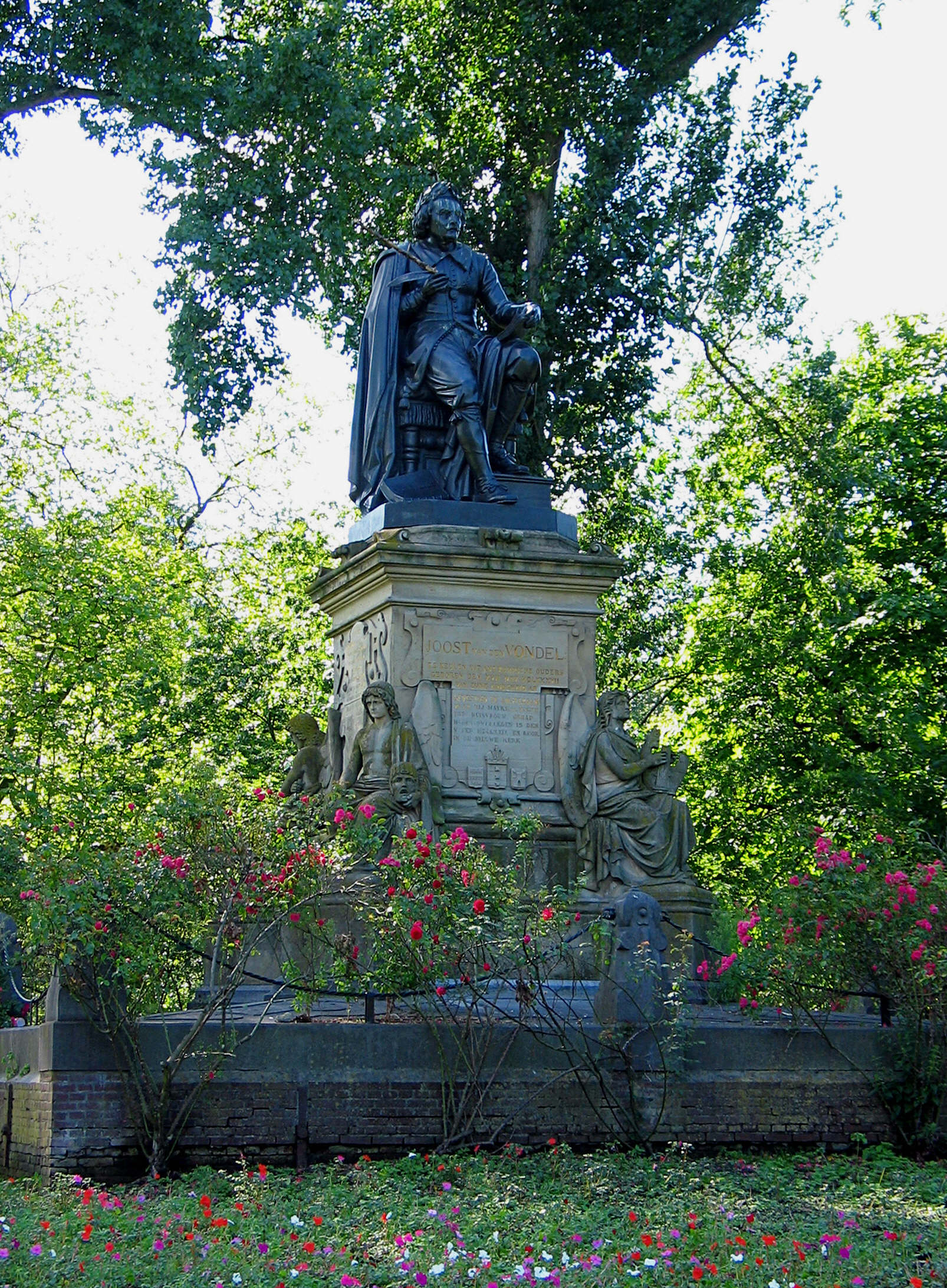
Het Vondelmonument, een standbeeld van Joost van den Vondel in het Vondelpark vóór de restauratie

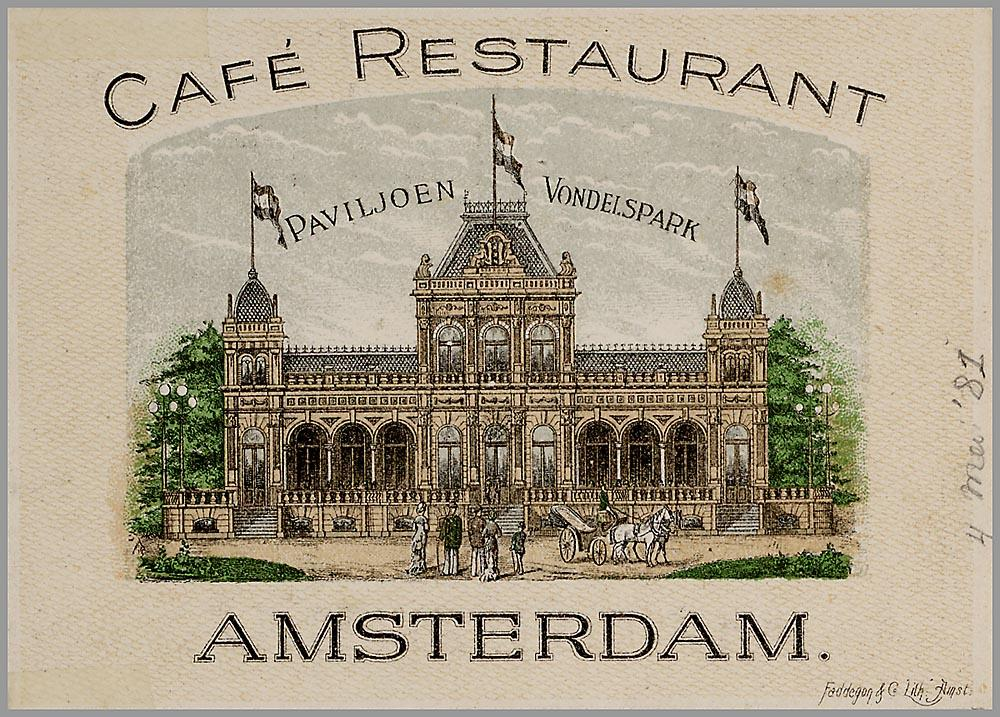
Het Vondelparkpaviljoen in de 19e eeuw

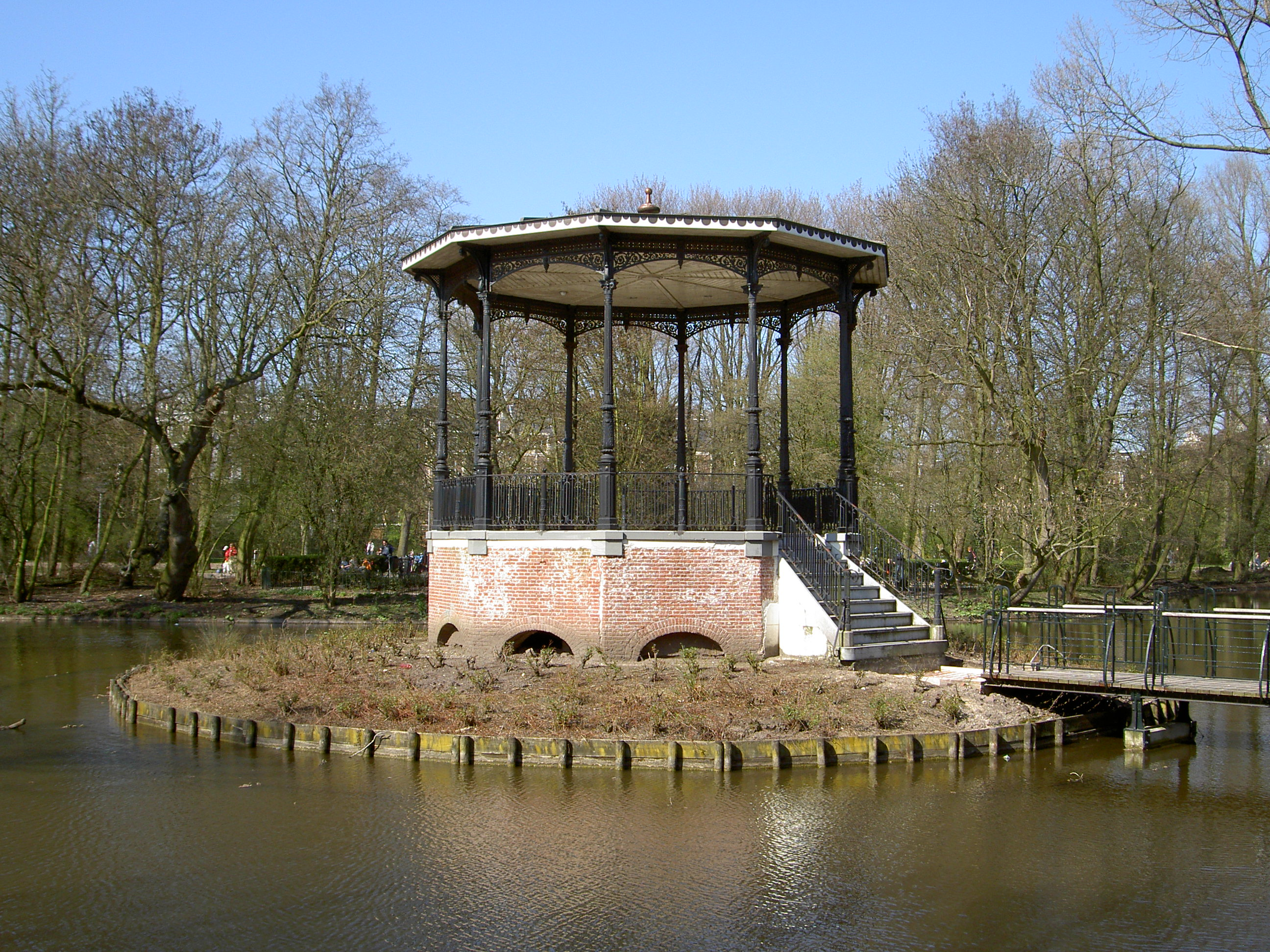
Muziekkapel in het park

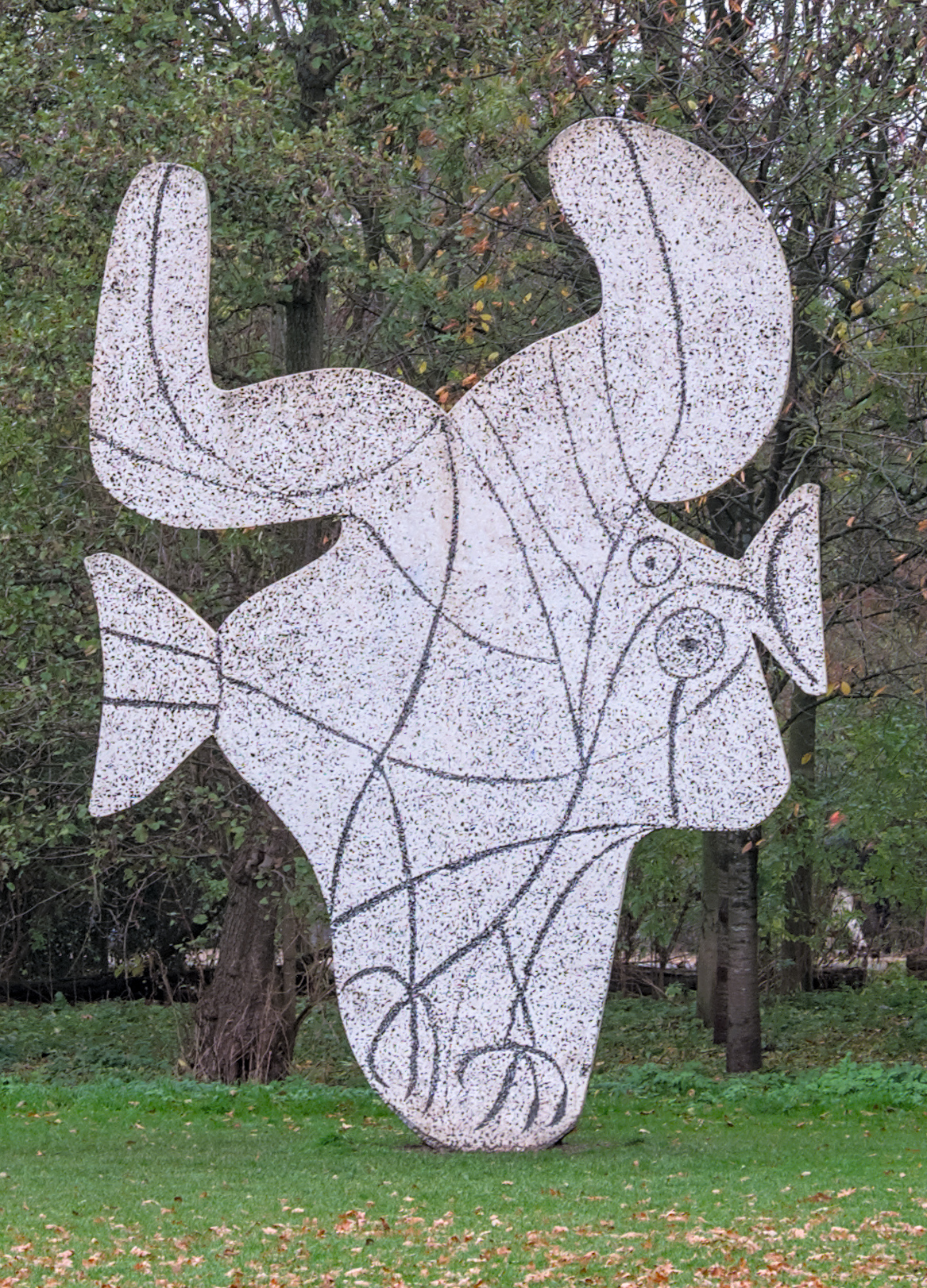
Kunstwerk van Pablo Picasso

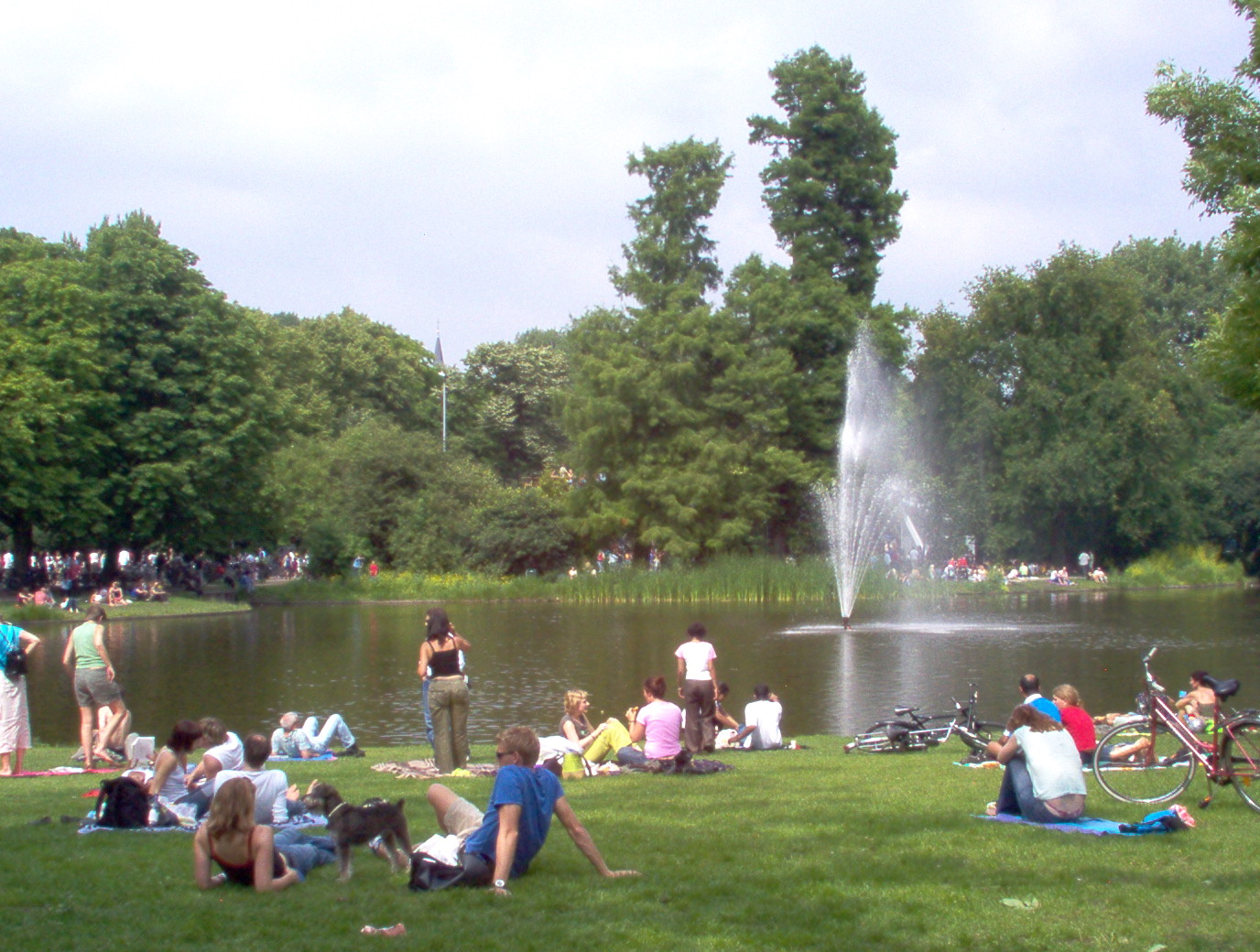
Een zonnige dag in het Vondelpark

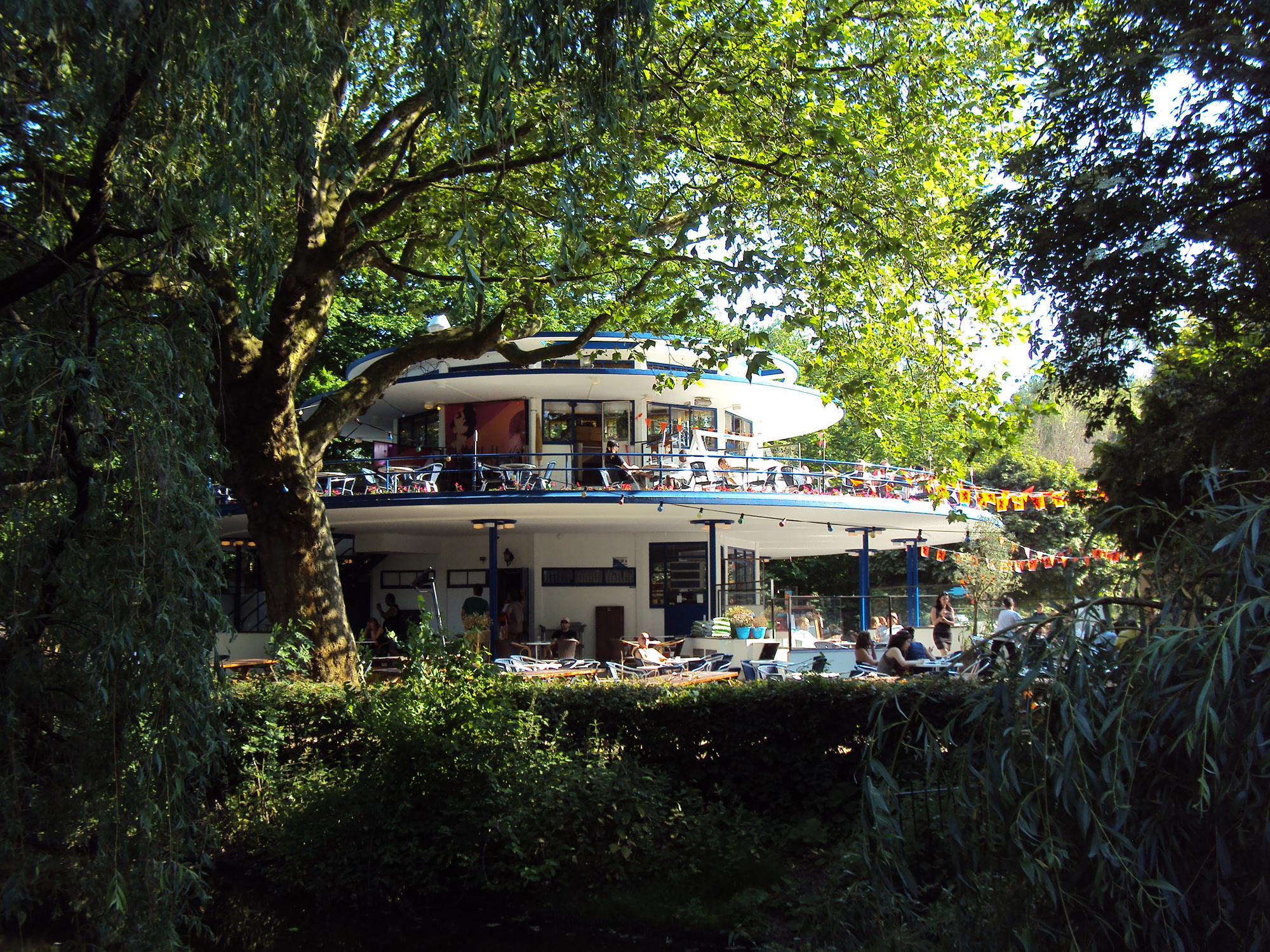
Blauwe Theehuis

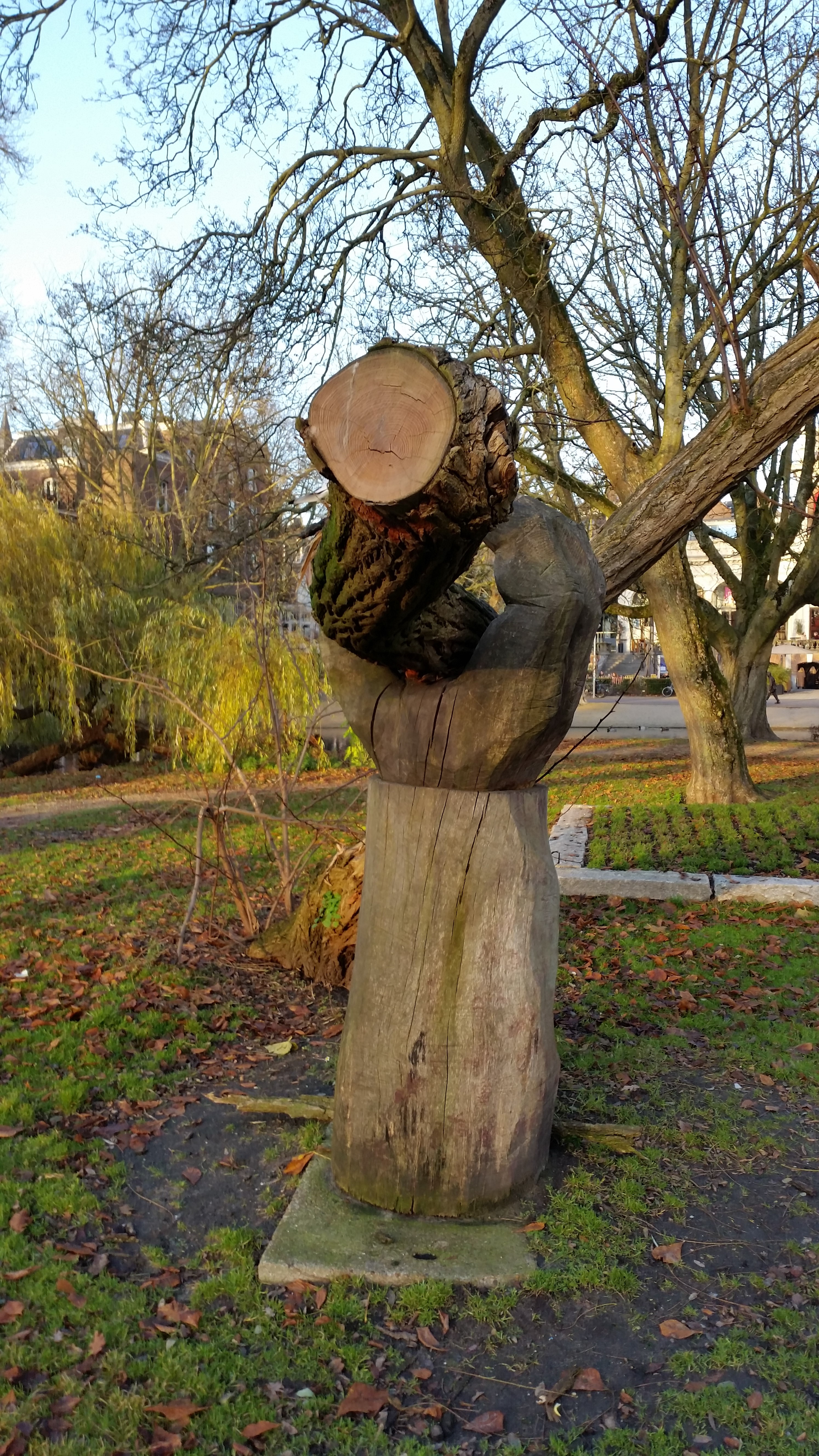
Houten hand die boom ondersteunt met daarachter het Anjerperk Vondelpark (december 2019)

Het Vondelpark is een langgerekt stadspark in Amsterdam, daterend uit 1865. Het park, ontworpen in Engelse landschapsstijl, ligt in het stadsdeel Amsterdam-Zuid, op de grens met het stadsdeel Amsterdam-West en ten zuidwesten van de Amsterdamse grachtengordel. Het park strekt zich uit van de Stadhouderskade tot aan de Amstelveenseweg. De opzichterwoning nabij de Stadhouderskade stamt uit 1867. Sinds 1996 is het Vondelpark een rijksmonument.

## Geschiedenis

### Particulier initiatief

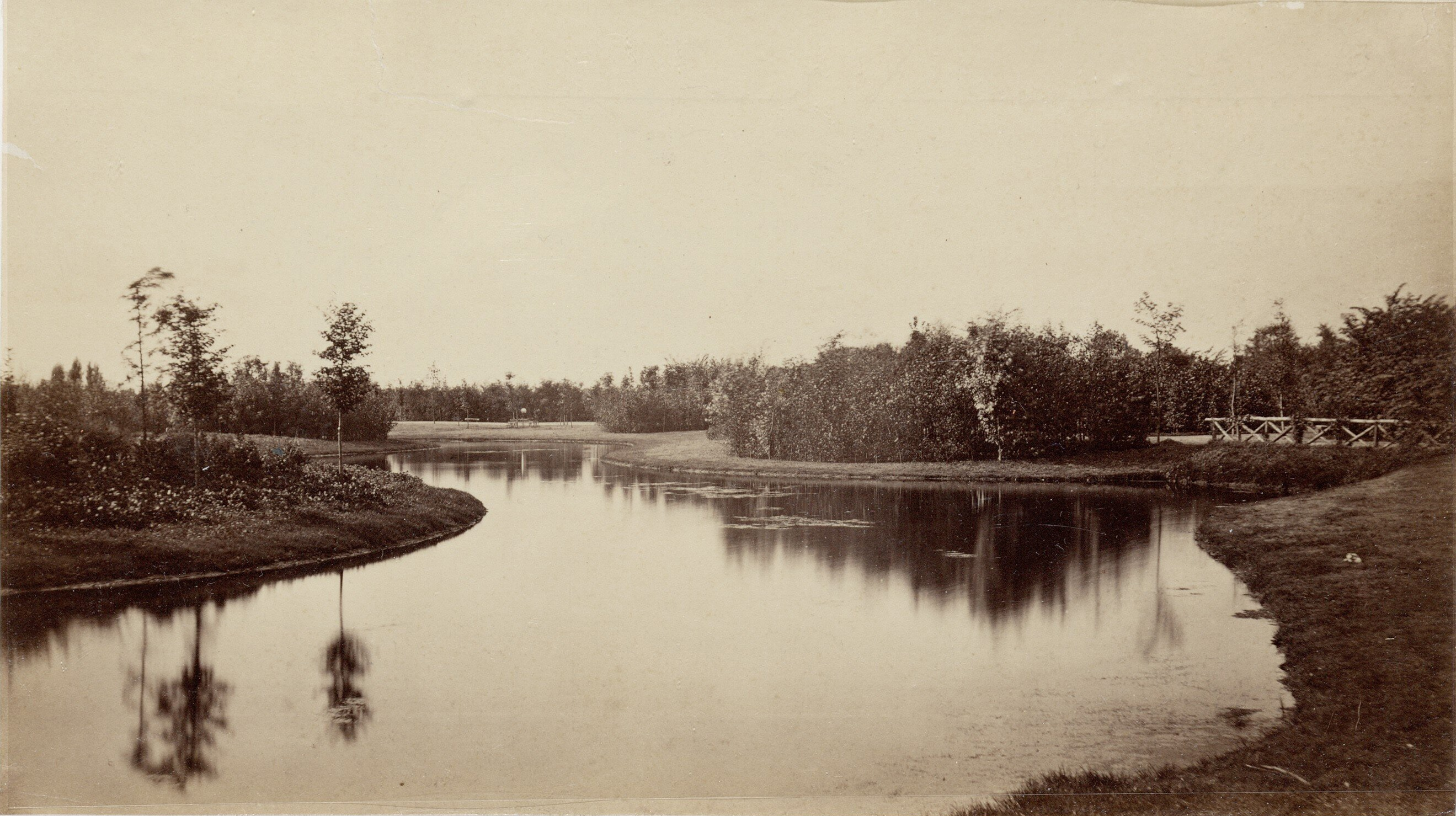
Vondelpark in 1868

Ten tijde van de aanleg van het Vondelpark bestonden de woonwijken eromheen nog niet. Het park is aangelegd om de waarde van de omliggende huizen bij voorbaat te verhogen. Een groep particulieren, verenigd rond Christiaan Pieter van Eeghen in Bouwonderneming Willemspark, kocht in 1864 een langwerpige strook veenweidegebied. Het werd particulier eigendom van de op 8 april 1864 opgerichte Vereniging tot aanleg van een rij- en wandelpark. De oprichting van deze vereniging werd bij koninklijk besluit van 14 april 1864 goedgekeurd. 
De lijst van leden van deze vereniging telde ten tijde van de oprrichting 34 personen, onder wie burgemeester mr. Jan Messchert van Vollenhoven. Naast de voorzitter bestond het bestuur toen uit de acht gekozen leden Josua van Eik, Charles Becker, mr. Herman Josua van Lennep, mr. Evert Jan Everwijn Lange, David Rahusen, mr. Nicolaas Jacob den Tex en Claude August Crommelin. In de loop der jaren waren de vijf voorzitters van de vereniging achtereenvolgens C.P. van Eeghen (1864-1889), E.J. Everwijn Lange (1889-1908), C.W.R. Scholten Jr. (1908-1914), Jhr. A.G. van Lennep (1914-1921) en Mr. Chr. P. van Eeghen (1921-1954).
Het ontwerp van het park was van de Haarlemse tuinarchitecten Jan David Zocher en Louis Paul Zocher die indertijd vele parken in Nederland hebben ontworpen. De uitvoering in Engelse landschapssttijl heeft de bedoeling dat de bezoeker zich in de natuur waant wanneer hij door het park loopt. Op 15 juni 1865 ging het eerste deel open voor publiek.
Bij de opening heette het Vondelpark park het Nieuwe Park, in de volksmond Wandelpark. Het park kreeg de naam Vondelpark door inspanningen van de architect Pierre Cuypers, die indertijd in de nabijgelegen door hem ontworpen Vondelstraat woonde. Cuypers had zich vanaf 1862 beijverd voor oprichting van een standbeeld ter ere van de dichter en toneelschrijver Joost van den Vondel. Cuypers organiseerde Vondelfeesten om geld hiervoor in te zamelen en ontwiep de sokkel van het Vondelmonument dat in oktober 1867 werd onthuld Daarna ging het park al snel Vondel(s)park heten. In 1880 verviel, na een taalkundig dispuut, de tussen-s en werd Vondelpark de officiële naam. 
In 1893 werd fietsen in het Vondelpark toegestaan, na veel discussie alleen in de ochtenduren. Omdat het Vondelpark toen nog in particuliere handen was, kon men er niet worden bekeurd, zoals voor rijden zonder fietsverlichting.

### Tweede Wereldoorlog
Gedurende de Tweede Wereldoorlog werd het Vondelpark gevorderd door de Duitse bezetters. Ook diverse villa's in de omgeving werden door de Duitsers in gebruik genomen om officieren in onder te brengen. Er werden greppels in het park gegraven om landing van zweefvliegtuigen te bemoeilijken. In het park bevonden zich Duitse schuilkelders.
Vanaf half november 1944 was het Vondelpark volledig afgesloten voor het publiek 'wegens houtroof en grote vernielingen'. Er werd 'overal gezaagd en gehakt'. Ten gevolge van schaarste aan brandstof probeerde de Amsterdamse bevolking in die tijd overal waar mogelijk aan hout voor de noodkacheltjes te komen.
Het zuidelijkste deel van het Vondelpark, bij de Amstelveenseweg, was vanaf 1944 in gebruik als Duits kampement en als parkeerplaats voor het wagenpark. Gecamoufleerde Duitse legervoertuigen stonden verscholen tussen het groen achter de hekken. Het park was volledig afgesloten, met wachtposten, hekken en prikkeldraad. In een schuur bij een boerderij in het park zaten echter onderduikers. 
Er vielen diverse bommen in het park. Na de oorlog moest er veel van door de bezetters aangerichte schade hersteld worden en bomen worden herplant. Ook had het park last van achterstallig onderhoud.

### Wederopbouw en renovatie
Sinds 1953 is het Vondelpark een openbaar stadspark. Het bleef in particulier bezit van de Vereniging tot aanleg van een rij- en wandelpark totdat deze het onderhoud ervan niet meer kon betalen. De vereniging schonk het park aan de gemeente Amsterdam, die al sinds 1868 de paar vierkante meter waarop het beeld van Vondel staat in handen had.
In 1940 was de bouw van de Vondelbrug, naar ontwerp van Piet Kramer, gestart. Dit viaduct verbindt de Eerste Constantijn Huygensstraat met de Van Baerlestraat, dwars over het Vondelpark heen. In 1947 kwam de Vondelbrug gereed. Bij het bouwen van de brug is in 1947 aan de noordkant ook een atoomschuilkelder aangelegd. Sinds 1958 rijdt ook de tram hierover heen, zodat lijn 3 niet meer de omweg om het park heen hoeft te maken. Ook lijn 2 ging (tot 1992) gebruik maken van de brug. 
In 1958 en 1959 werd het park gerenoveerd, met medewerking van tuinarchitect Egbert Mos. Hierbij kreeg het Rosarium Vondelpark in het noordwestelijk deel van het park zijn huidige vorm met 80 zeshoekige perkjes, waarvan 63 voor rozen. Dit rosarium is een voor homoseksuele mannen bekende plek om te cruisen.
In de zomer van 1965 werd het honderdjarig bestaan van het park gevierd met een internationale beeldententoonstelling, samengesteld door Willem Sandberg.
In 1968 is de atoomschuilkelder ingericht als kleine club/concertzaal onder de naam 'Beatkelder Lijn 3', genoemd naar de tramlijn die over de Vondelbrug gaat. Onder meer Pink Floyd heeft daar opgetreden. Deze ruimte werd na amper een jaar wegens geldgebrek gesloten. Sindsdien is de kelder, met tussenpozen van leegstand en initiatieven tot kraken, voor verschillende doeleinden gebruikt, onder meer als ruimte ter repetitie door popbands. 
Tussen 1999 en 2010 werd het Vondelpark grootscheeps gerenoveerd. Zo werd er in de grond een afwateringssysteem met drainagebuizen aangelegd om te voorkomen dat het park na iedere regenbui blank zou staan. Bomen werden opnieuw gefundeerd, om te voorkomen dat er nog meer van zouden omwaaien tijdens een storm. Ook werden de wandelpaden vernieuwd en andere paden opnieuw geasfalteerd. Door de renovatie werd de illusie dat men zich in de natuur waant versterkt door het verbinden van de vijvers en de aanleg van natuurlijke oevers. 
De Vereniging Vrienden van het Vondelpark en enkele sponsors plaatsten op 19 juni 2009 de Vondelfontein tegenover het Vondelparkpaviljoen, waar vanaf 1873 de Van Eeghenfontein was. De Vondelfontein is ontworpen door architect Jan Willem Walraad, op basis van foto's van een drinkfontein naar ontwerp van Cuypers. Die drinkfontein was in 1947 wegens bouwvalligheid gesloopt. 

Op zondag 28 februari 2010 werd het gerenoveerde Vondelpark officieel 'heropend'. 

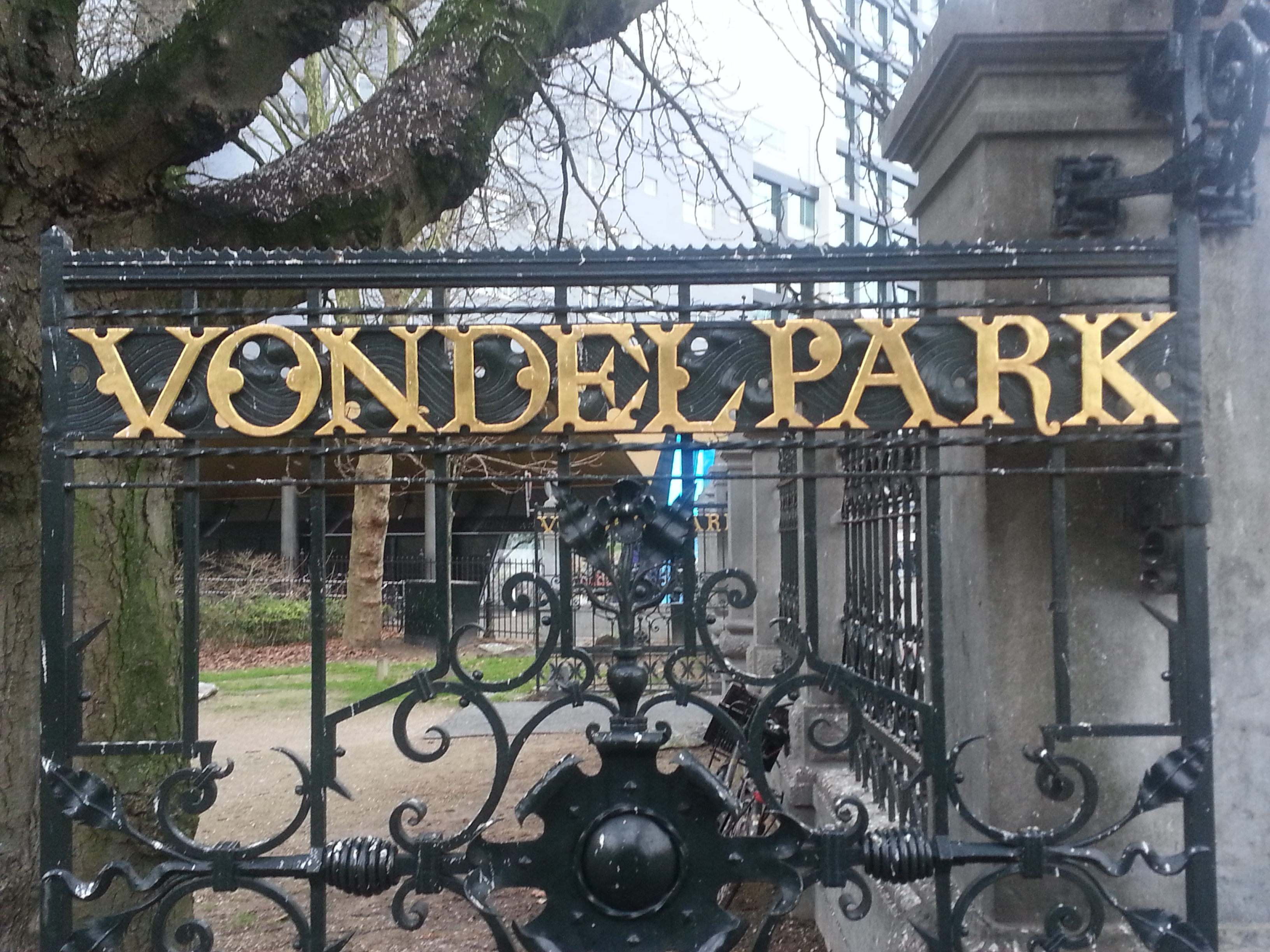
Naambord aan de ingang van het Vondelpark, Stadhouderskade

## Kenmerken en voorzieningen
Het Vondelpark is het bekendste en drukst bezochte park van Amsterdam geworden. Naast de Amsterdammers vinden ook veel toeristen hun weg naar dit park. Naar schatting in 2017 zijn er vanaf 2010 jaarlijks gemiddeld zo'n 10 miljoen bezoeken. In de zomermaanden worden theatervoorstellingen en concerten gehouden in het Openluchttheater.
Hemelsbreed vlak naast het Vondelparkpaviljoen bevindt zich de Vondelbunker. Sinds 2011 is de Vondelbunker een zelfbenoemde vrijplaats voor exposities, film-, performance- en discussieavonden en andere creatieve en/of activistische projecten, beheerd door het Collectief Schijnheilig.
Aan de rand van het park bevindt zich het Vondelparkpaviljoen, waarin van 1972 tot maart 2012 het Filmmuseum was gevestigd, en sinds mei 2014 geopend is als Vondel CS. Verder is er het Blauwe Theehuis, in de stijl van het nieuwe bouwen. Aan de zuidkant van het park staat de Vondeltuin, een restaurant met terras. Er zijn ook een Stayokay-hostel en een tennispark.
Voor kinderen zijn er verschillende voorzieningen zoals: een pierenbad, speeltuinen en zandbakken.
Jaarlijks vindt het golftoernooi Vondelpark Open plaats. De Vondelparkloop wordt sinds 1974 gehouden. Op Koningsdag wordt in het Vondelpark een kindervrijmarkt gehouden. Ook de Marathon van Amsterdam die jaarlijks in oktober plaatsvindt gaat door het Vondelpark.
In de voormalige Amsterdamse Hervormde Parkkerk in stadsdeel Amsterdam-West naast het park is begin 2007 het Orgelpark geopend. In de Vondelstraat, die in West langs het park loopt, staat sinds 1872 de Vondelkerk.
Een grote esdoorn die in de zomer van 2006 door een onweer omver werd geblazen, staat met een halfdode kruin scheef in het grasveld naast het Vondelbeeld ter inspiratie van fotografen en dichters. Ook Acda en De Munnik hebben het in hun liedjes Vondelpark Vannacht en Als het vuur gedoofd is over dit park.

### Water en bruggen
In het Vondelpark bevinden zich verscheidene vijvers en andere waterpartijen. In de Grote Vijver bij de Van Eeghenstraat is in het water een simpele fontein.
Er zijn verscheidene bruggen en duikers in het park. De volgende bruggen hebben van de gemeente een naam en/of een nummer gekregen:
- Pater van Kilsdonkbrug (Iepenbrug) (450), afzonderlijk aangewezen als rijksmonument, tussen het Blauwe Theehuis en de Vondelstraat
- brug 451, naar de muziekkoepel
- brug 452 ("het blauwe bruggetje"), bij het Blauwe Theehuis
- Norbert Eliasbrug (Hulstbrug) (453), rm, bij het rosarium
- Diaconessenbrug (Willemsbrug) (454), rm, bij de Emmalaan
- Brandbrug (Weidebrugje) (455), rm, ten zuiden van de Frederiksstraat.

Deze bruggen bestemd zijn bestemd voor voetgangers, alleen de Diaconessenbrug is ook voor fietsen.
Aan de zuidwestrand van het park loopt brug 136, de Anna Paulownabrug, een verkeersbrug in de Oranje Nassaulaan, over de Willemsparkvijver. Daarnaast loopt het verkeersviaduct Vondelbrug (nummer 200) over het Vondelpark. 

#### Specifieke duiker
Een speciale duiker is gebouwd tussen de vijver en het gemaalgebouw Vondelpark 4. Op de balustrade van de duiker naar het gemaalgebouwtje zijn twee regels geplaatst van het gedicht Stuwmeer van Anna Enquist: "Aan de bovenkant van de diepte" en "aan de overkant van de tijd". Ze zijn uitgespaard uit natuursteen, schrijver en jaartal worden in dezelfde balustrade genoemd. De dekplaten zijn eveneens bewerkt met plattegronden van het park: aan een kant de waterlopen, aan de andere fiets- en wandelpaden.

## Topografie
Topografische kaart van het Vondelpark, per maart 2017.

## Problemen met de afwatering
Nadat het park in een veenweidegebied is aangelegd is de omgeving met een halve meter opgehoogd om woningbouw mogelijk te maken. Hierdoor werd het park al meteen het afvoerputje van de wijk. Om het park droog te houden wordt het dan ook gedraineerd. Zo is er ten tijde van de renovatie nabij de Vondelbrug en de Vossiusstraat onder het park voorzien in een grote betonnen bak voor opvang van overtollig regenwater. Er is een eigen gemaal aan de Amstelveenseweg. 
Door de voortdurende drainage klinkt de veenlaag voortdurend in. Het park ligt inmiddels ongeveer 2 meter lager dan de omliggende wijken. Doordat in het Vondelpark het water afgevoerd wordt, daalt ook de stand van het grondwater in de omgeving. Hierdoor is de houten fundering van de omliggende woningen droog komen te staan en gaan rotten. Er zijn grote inspanningen nodig om dit probleem op te lossen. 

## Trivia
- In het kader van het honderdjarig bestaan van het Vondelpark vond er in 1965 een tentoonstelling in het park plaats met beelden van Karel Appel, Libero Badíi, Alexander Calder, Ettore Colla, Wessel Couzijn, Shamai Haber, Reinhoud D'Haese, Rudolf Hoflehner, Jaques Lipchitz, Marino Marini, Étienne Martin, Henry Moore, Pearl Perlmuter, Pablo Picasso (beeld Figure découpée), Wim Schippers (kunstwerk Stoel), Rolf Szymanski, Shinkichi Tajiri, Sōfū Teshigahara, Jean Tinguely, Hans Uhlmann, Per Olov Ultvedt, Carel Visser, André Volten, Fritz Wotruba en Ossip Zadkine.[15][16]
- In het Vondelpark werd ook al enkele malen een record voor het Guinness Book of Records gevestigd voor de grootste picknick ter wereld. In mei 2009 betrof dit een picknick met 433 aanwezigen. Daarmee werd een eerder record van 352 deelnemers gebroken.[17]
- In de Waterspeelplaats Vondelpark is een aantal ontwerpen van Aldo van Eyck te zien
- Vondelpark en Museumplein zijn venster nummer 29 van de Canon van Amsterdam.
- In 2008 werd er de Boom Hella S. Haasse geplant.
- In 2019 werd het Anjerperk Vondelpark onthuld. In de directe omgeving daarvan staat een houten arm met hand uit december 2014 die uit de grond omhoog komt en een zijwaarts groeiende boom (robinia) ondersteunt, vervaardigd door de kunstenaar Anton Klijnsmit.
- Sinds de jaren '70 is er een grote populatie halsbandparkieten in het Vondelpark.[18]
- In 2019 en 2020 werd een tweetal nieuwe soorten insecten ontdekt in het Vondelpark: een schildwesp uit de onderfamilie Alysiinae (Aphaereta vondelparkensis) en een kever (Ptomaphagus thebeatles).[19][20]